# 3431 Накано
3431 Накано (3431 Nakano) — астероїд головного поясу, відкритий 24 серпня 1984 року.
Тіссеранів параметр щодо Юпітера — 3,188.
Названо на честь Накано (яп. なかの(中野) накано)